# 362e régiment d'infanterie
Le 362e régiment d'infanterie (362e RI) est un régiment d'infanterie de l'Armée de terre française constitué en 1914 avec les bataillons de réserve du 162e régiment d'infanterie.
À la mobilisation, chaque régiment d'active créé un régiment de réserve dont le numéro est le sien plus 200. 

## Création et différentes dénominations
- Août 1914 : 362e Régiment d'Infanterie
- Janvier 1917 : Dissolution

## Chefs de corps
- septembre 1914 : lieutenant-colonel Mourin.
- 1916 : Lieutenant-colonel Bonviolle.

## Historique des garnisons, combats et batailles du362eRI

### Première Guerre mondiale

#### Affectations
- 72e Division d'Infanterie d'août 1914 à janvier 1917

#### 1914
Le régiment est fondé le 3 août 1914 à Cambrai avec les réservistes de Lille et de Cambrai.
- Le 6 août il arrive à Verdun.
- Le 1er septembre au bois de Septsarges, vers Dannevoux.
- De septembre à décembre, novembre, la cote 344, Louvemont, le bois des Caures, la

ferme d'Anglemont et Samogneux.

#### 1915
- mars 1915 : tranchée de Calonne.
- novembre 1915 : le bois d'Haumont

#### 1916
- Lors du déclenchement de la Bataille de Verdun le 21 février, le régiment se situe dans le village d'Haumont-près-Samogneux. Le régiment subit le bombardement et l'assaut allemand de plein fouet, sur les 8 compagnies, seul 300 hommes restent en vie[1].
- Le 21 février, 5 officiers et 360 hommes sont tués. Le 22 février, le régiment a perdu : tués et blessés, 27 officiers et 1 265 hommes.
- Juillet, dans les secteurs de Biaches, Ablaincourt et Framerville.

#### 1917
- Janvier, le régiment occupe Boves, Fouchères-aux-Bois et Ménil-sur-Saulx.
- Le 4 février 1917, Le drapeau du 362e RI a apporté au dépôt du régiment, à Aubusson.

## Drapeau
Il porte, cousues en lettres d'or dans ses plis, les inscriptions suivantes :
- Verdun 1916